# Смишляєв Олександр Олександрович

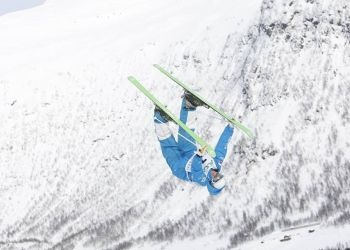
Олександр Смишляєв на етапі Кубку Світу з могулу Ruka 2013

Олександр Олександрович Смишляєв (н. 16 березня 1987 у Лисьві) — російський фристайліст, який виступає в могулі, бронзовий призер Олімпійських ігор 2014 року у Сочі, майстер спорту Росії міжнародного класу, багаторазовий призер етапів Кубка світу, чемпіон Росії. чотири рази закінчував рік у десятці найкращих заліку могулу в Кубку світу з фрістайлу (2008/09, 2009/10, 2010/11 і 2012/13).
Тренується у Чусовому Пермського краю. Тренер: С. Лазаренко.

## Результати

### Зимові Олімпійські ігри
- Турин 2006 — 13-е місце (могул)
- Ванкувер 2010 — 10-е місце (могул)
- Сочі 2014 — бронза (могул)

### Чемпіонати світу
- Інавасіро 2009: 17-е місце (паралельний могул) і 46-е місце (могул)
- Дір Веллі 2011: 5-е місце (могул) і 10-е місце (паралельний могул)
- Восс 2013: 11-е місце (паралельний могул) і 13-е місце (могул)